# Клайпедский порт
Клайпедский порт — незамерзающий порт в городе Клайпеда (Литва), на восточном побережье Балтийского моря, самый северный незамерзающий порт Балтийского моря. 
Самый важный и крупный транспортный центр Литовской Республики, в котором соединяются морские и сухопутные дороги в направлениях Востока и Запада; крупнейший, по грузообороту, порт в прибалтийских республиках (в 2010-х). 

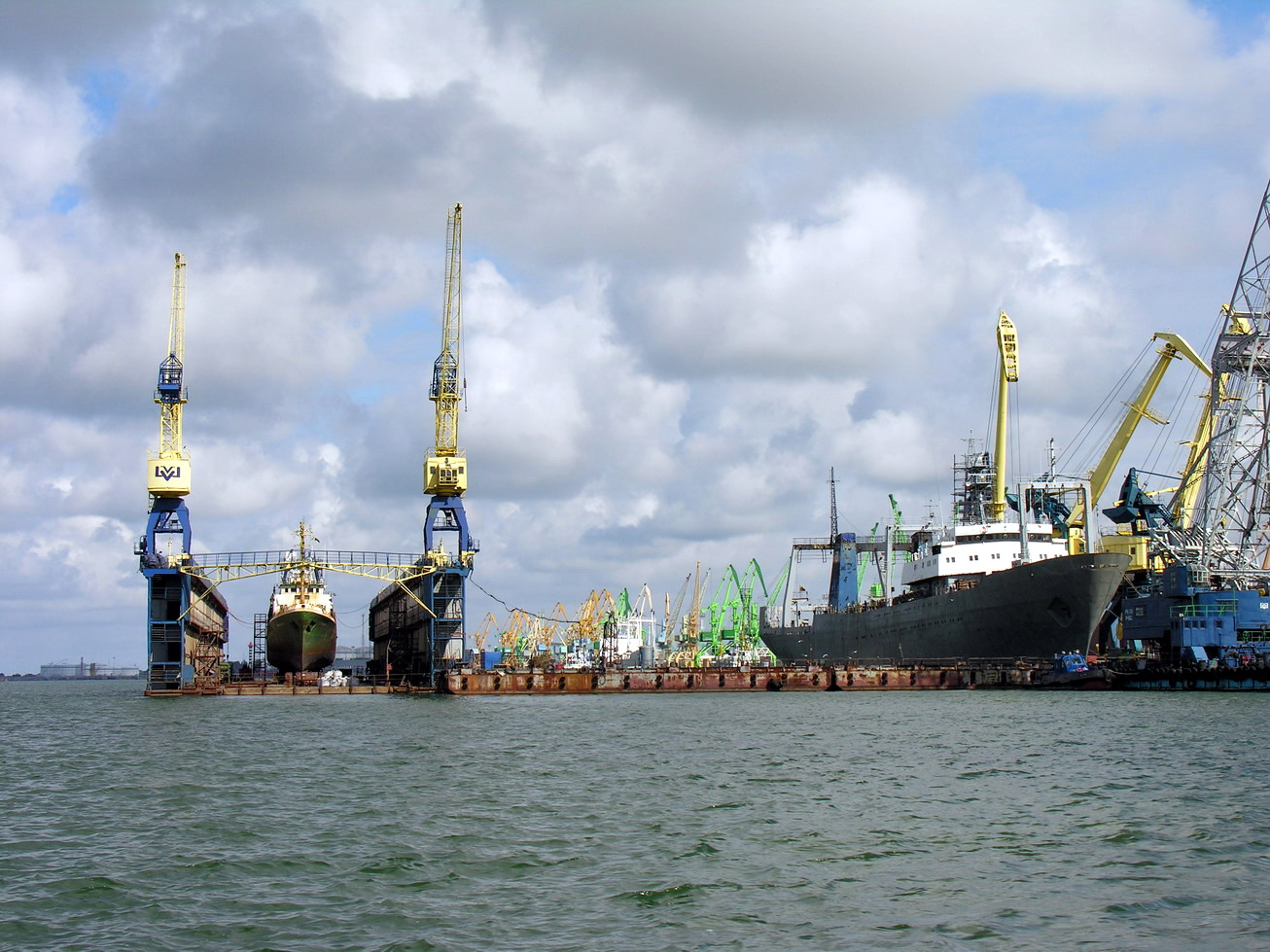
Клайпедский порт

Клайпедский порт образован в 1991 году слиянием отдельных торгового и рыболовного портов. Площадь порта составляет 415 га, площадь акватории — 623 га, глубина акватории — 14 м.
Порт находится на самом коротком расстоянии от важнейших промышленных регионов стран, расположенных в восточном направлении от порта (России, Белоруссии, Украины и др.). Через Клайпедский порт пролегают основные судоходные линии в порты Западной Европы, Юго-Восточной Азии, а также в порты американского континента..

## История
История порта ведётся с XIII века, когда немецие купцы швартовали свои суда у стен основанной в 1252 году крепости Мемель. 

В середине XVI века конкуренты мемельских купцов[кто?] завалили вход в порт камнями, и до первой половины XIX века вход в порт был доступен лишь для небольших судов. 

С XVIII века порт стал одним из основных пунктов отправки древесины в Западную Европу, главным образом в Англию.
В 1919 году по итогам Версальского мирного договора мемельский порт (как и весь город Мемель) был передан под управление Антанты.
8 мая 1924 года порт был передан портовой директории, в которую входили представители нескольких стран. На 1924—1939 годы, когда Клайпеда входила в состав первой Литовской республики, пришлось бурное развитие порта.
В 1980-х была построена крупная морская железнодорожная переправа[прояснить].
В период восстановления независимости, 3 июня 1991 года вышел приказ министра путей сообщения Литвы об учреждении Дирекции Клайпедского государственного морского порта — государственного предприятия, которому было доверено управление портовой инфраструктурой.
За годы независимости, с 1993 по 2006 годы в развитие порта было проинвестировано около 2 млрд литов.
В 1999 году был построен современный грузовой терминал, в 2002 году был модернизирован входной канал (ширина 150 м); в 
2003 году открылся терминал для обслуживания круизных судов; 
в начале 2010-х построен новый грузопассажирский терминал.
Если вначале большим событием был заход судна дедвейтом в 40 тыс. тонн, то после этого в порт заход в порт танкера вчетверо большей грузоподъёмности, с осадкой более 15 м и длиной более 300 м — уже рядовое явление (что может позволить далеко не каждый порт Балтики).
2008 год стал этапным в развитии порта — впервые за годы существования порт переработал 30 млн тонн грузов и вышел по этому показателю на первое место среди портов стран Балтии (Вентспилс, Лиепая, Рига, Таллин). Однако на следующий год произошло сокращение грузопотоков на 13 %, ввиду начавшегося экономического кризиса. В 2010 году обработано 31,2 млн т грузов.
Сейчас порт оборудован причалами общей длиной 24,9 км; некоторые причалы предназначены специально для работы с контейнерными, перевалочными и конвенциальными грузами. Порт способен обрабатывать до 40 млн тонн грузов в год и ежегодно обслуживает около 7 тыс. судов.
Имеется развитая железнодорожная сеть (общая протяжённость 69,2 км). Отправляются преимущественно контейнеры, нефтепродукты, удобрения, торф, лесоматериалы, продукты питания.
Из клайпедского порта в немецкие Засниц и Киль, шведский Карлсхамн, датские Копенгаген и Фредерисию регулярно отправляются грузовые паромы. Порт отправляет регулярные контейнерные поезда в Одессу и Москву. 40 % экспорта Белоруссии, отправляемого на Запад, идёт через Клайпеду.
Выросший порт уже не вмещается в рамки города и уже ощущается нехватка мощностей по переработке нефтепродуктов и насыпных грузов, поэтому разработаны планы (при помощи японских специалистов), по его расширению — постройке внешнего (т. н. глубоководного) порта на территории нынешних пригородных посёлков Гируляй и Мельнраге.
Проект будет осуществляться в два этапа:
1. Сооружение терминала для перевалки нефтепродуктов и сжиженного газа в 300 метрах от берега, напротив Мельнраге.
2. Продолжение сооружения портовых сооружений вдоль побережья.

На проект по реализации первого этапа уже объявлен международный конкурс.
19 июля 2012 официально заложен новый терминал — пассажирско-грузовой.
С появлением терминала у Клайпеды появятся и новые паромные переправы, которые соединят морские ворота Литвы с европейскими портами. Планируется, что терминал будет обслуживать в год до 1 млн пассажиров, 0,5 млн транспортных средств и до 5 млн тонн грузов. Терминал планируется сдать летом 2013.
В 2013 г. «Беларуськалий» приобрел 30 % ЗАО «Бирю кровиню терминалас» — владельца терминала сухих насыпных грузов клайпедского порта за 30 млн евро.

## Показатели
В январе-декабре 2013 г. Клайпедский порт обслужил 33,32 млн т морских грузов. Хотя это на 5,4 % (или на 1,92 млн т) меньше, чем в 2012 г., долговременные тендендии показывают рост — этот третий показатель в истории погрузок Клайпедского порта.
В том же году Еврокомиссия внесла Клайпедский порт в список 319 важнейших портов мира.
| Год                | 1999  | 2000  | 2001  | 2002  | 2003  | 2004  | 2005  | 2006  | 2007  | 2008  | 2009  | 2010  | 2011  | 2012  | 2013  | 2014  | 2015  | 2016  | 2017  | 2018  | 2019  | 2020 | 2021  | 2022  | 2023 |
| ------------------ | ----- | ----- | ----- | ----- | ----- | ----- | ----- | ----- | ----- | ----- | ----- | ----- | ----- | ----- | ----- | ----- | ----- | ----- | ----- | ----- | ----- | ---- | ----- | ----- | ---- |
| Грузооборот, млн т | 14.97 | 19.40 | 17.24 | 19.74 | 21.19 | 20.25 | 21.79 | 23.61 | 27.36 | 29.88 | 27.86 | 31.28 | 36.59 | 35.24 | 33.42 | 36.41 | 38.51 | 40.14 | 43.17 | 46.58 | 46.22 | 47.7 | 45.62 | 36.12 | 32.7 |

## Структура грузопотоков
Примерную структуру работы и возможностей Клайпедского порта можно оценить на примере 2009 года: 
в этом году экспортируемые грузы составили 77,3 % от общего объема грузооборота; 
на суда было погружено 21,6 млн т, выгружено 6,3 млн т.
Основные грузы, погружаемые на суда: 
нефтепродукты, удобрения, грузы Ro-Ro, грузы в контейнерах, зерно, древесина и изделия из нее, торф, изделия из железа и стали.

Основные грузы, разгружаемые с судов: 
грузы Ro-Ro, грузы в контейнерах, полезные ископаемые и строительные материалы, удобрения,
нефтепродукты, рефрижераторные грузы, сахарное сырье и корма.

### То типам грузопотоков
В 2009 году в структуре грузопотоков доминировали:
- нефтепродукты — 33,1 %,
- удобрения — 25,3 %,
- грузы Ro-Ro (дорожно-транспортные средства) — 11,6 %,
- контейнеры — 10,3 %,

Это составило 78,9 % от общего объема грузооборота в порту.
Другими важными перевалочными грузами являются:
- сельскохозяйственные продукты — 6,6 %;
- минеральное сырье и переработанные полезные ископаемые, строительные материалы — 3,3 %;
- металлы и ферросплавы — 1,9 %;
- древесина — 1,5 %.

Перевалка удобрений, около 7—10 млн т в год, приходилось на «Birių krovinių terminalas» («Терминал навалочных грузов»), занимающийся преимущественно перевалкой калийных удобрений от Беларуськалий.
| Тип грузов           | объем  | доля в общем грузообороте, % |
| -------------------- | ------ | ---------------------------- |
| Наливные             | 10 514 | 37,7                         |
| Сыпучие и навалочные | 9677   | 34,7                         |
| Генеральные          | 7675   | 27,6                         |

### По странам происхождения товаров
По странам происхождения товаров, грузопоток составил:
- 61,8 % — литовские грузы
- 38,3 % (10,7 млн т) — транзитные грузы

Из них (от общего объема грузооборота):
- 23,7 % — белорусские грузы
- 11,9 % — российские
- 0,9 % — украинские
- 0,8 % — латвийские